# (4820) Fay
(4820) Fay ist ein Asteroid des Hauptgürtels, der am 15. September 1985 von der US-amerikanischen Astronomin Carolyn Shoemaker am Palomar-Observatorium (IAU-Code 675) in Kalifornien entdeckt wurde.
Der Asteroid wurde nach der US-amerikanischen Pilotin und Journalistin Fay Gillis Wells (1908–2002) benannt, die Gründungsmitglied der Pilotinnenvereinigung Ninety Nines war.